# Tektal
Unter dem Begriff Tektale (lateinisch tēctum = Dach) fasst die indogermanische Sprachwissenschaft Sprachlaute zusammen, die zur Gruppe der Velare, der Labiovelare und der Palatale gehören.